# Бакаев, Солтмурад Джабраилович
Солтмура́д Джабраи́лович Бака́ев (род. 5 августа 1999, Назрань, Ингушетия) — российский футболист, вингер клуба «Акрон». Брат Зелимхана Бакаева.

## Биография

### «Спартак» (Москва)

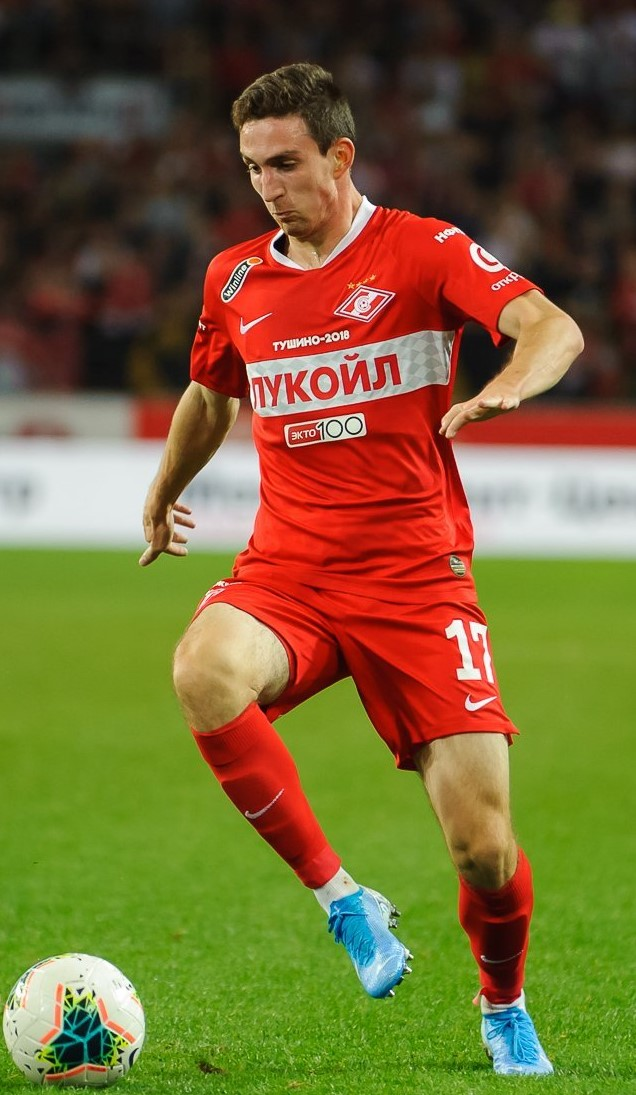
Бакаев в составе «Спартака» в матче Лиги Европы против «Браги». 29 августа 2019 года

Воспитанник Академии московского «Спартака», в которой занимался вместе со старшим братом Зелимханом. В 2015 году в составе команды «Спартака» 1998 г. р. (более старшего возраста) стал чемпионом России. На следующий год, в составе команды 1999 г.р. занял второе место на Кубке РФС и был признан лучшим полузащитником турнира
С 2016 года начал выступать за молодёжный состав «Спартака», за который дебютировал 21 октября в матче против «Урала» (1:1). В 2016—2018 годах сыграл за «молодёжку» 38 игр и забил 6 голов, став в сезоне 2016/17 победителем молодёжного первенства. Также, в сезоне 2017/18 провёл 6 матчей, забил один гол и отдал 4 голевые передачи за «Спартак» U-19 в Юношеской лиге УЕФА.
В июне 2018 года продлил контракт со «Спартаком» до 31 мая 2020 года. Летом 2018 года был переведён во вторую команду — «Спартак-2». 17 июля 2018 года дебютировал за «Спартак-2» в 1-м туре ФНЛ в победном матче против «Сочи» (1:0). 14 ноября 2018 года забил первый гол в домашнем матче против «Сибири» (3:0).
Летние сборы 2019 года впервые проходил с первой командой «Спартака» и принимал участие в товарищеских играх. 22 июня отметился забитым мячом в первой контрольной игре межсезонья против «Сочи». На старте сезона 2019/2020 полузащитник стал регулярно попадать в число запасных на игры «Спартака», но для получения игровой практики продолжал выступать за «Спартак-2» в ФНЛ.
25 августа 2019 года дебютировал за основной состав «Спартака» в матче РПЛ против «Крыльев Советов» (2:1), выйдя на замену на 85-й минуте вместо Джордана Ларссона. 29 августа в игре раунда плей-офф Лиги Европы против «Браги» (1:2) впервые сыграл за «Спартак» в еврокубках, выйдя на замену на 46-й минуте вместо Резиуана Мирзова.

### «Рубин»
6 января 2020 года Бакаев подписал контракт с «Рубином», так как соглашение со «Спартаком» истекало летом 2020 года и он не смог договориться с клубом о продлении контракта, поэтому он мог вести переговоры с любым клубом по истечении 6-ти месяцев контакта. Он подписал с казанским клубом контракт на пять сезонов, который вступит в силу по окончании сезона 2019/20. Первое обращение руководства московского клуба к стороне Бакаева по поводу продления соглашения последовало в августе, его суть была такова: договор на 4,5 года, начиная с января 2020-го, стартовая зарплата (с учетом премии за подпись) около 200 000 долларов в год, которая за время действия соглашения поступательно увеличивалась бы до 350 000 долларов, плюс бонусы за количество проведенных матчей в первой команде и другие достижения. Позже «Спартак» получил уведомление от «Рубина» о намерении казанцев вступить в переговоры с Бакаевым. Основная причина, почему Бакаев выбрал «Рубин» это неопределенность в «Спартаке». 8 января 2020 года стало известно, сколько Бакаев будет зарабатывать в «Рубине» — 500 000 рублей в месяц, эта сумма может вырасти в зависимости от количества сыгранных матчей.
22 января 2020 года «Спартак» и «Рубин» договорились о досрочном переходе Солтмурада Бакаева в казанский клуб за 20,000,000 рублей. Клубы достигли договоренности после нескольких дней переговоров, у «Спартака» будет право обратного выкупа за 4 миллиона евро. Дебютировал за «Рубин» 1 марта 2020 года в гостевом матче 20-го тура чемпионата России против «Тамбова» (0:0), выйдя на замену 68-й минуте вместо Дарко Евтича. 20 июня 2020 года в гостевом матче 23-го тура против «Урала» (2:1) вышел в стартовом составе и на 56-й минуте забил свой первый мяч за «Рубин» и в чемпионате России.

#### Аренда в «Родину»
В сентябре 2023 года перешёл в «Родину» на правах аренды до конца сезона 23/24.

### «Акрон»
2 июля 2024 года перешёл в «Акрон».
20 июля 2024 года дебютировал за «Акрон» в выездном матче первого тура РПЛ против московского «Локомотива» (3:2), забил гол и отдал голевую передачу.

### Карьера в сборной
Летом 2017 года вызывался в юношескую сборную России (1999 г.р.) под руководством Александра Гришина для участия в турнире COTIF.
В 2021 году создал киберспортивный клуб BakS eSports.

## Достижения

### Клубные
«Спартак» (Москва)
- Победитель молодёжного первенства России: 2016/17

«Рубин»
- Победитель Первой лиги: 2022/23

## Личная жизнь
Отец — Джабраил Багаудинович Бакаев (1969 г. р.) — футболист, но на профессиональном уровне провёл только одну игру — в составе «Ангушта» в 2000 году.
Старший брат Зелимхан (1996 г. р.) — также футболист.